# 蘇格蘭國家畫廊

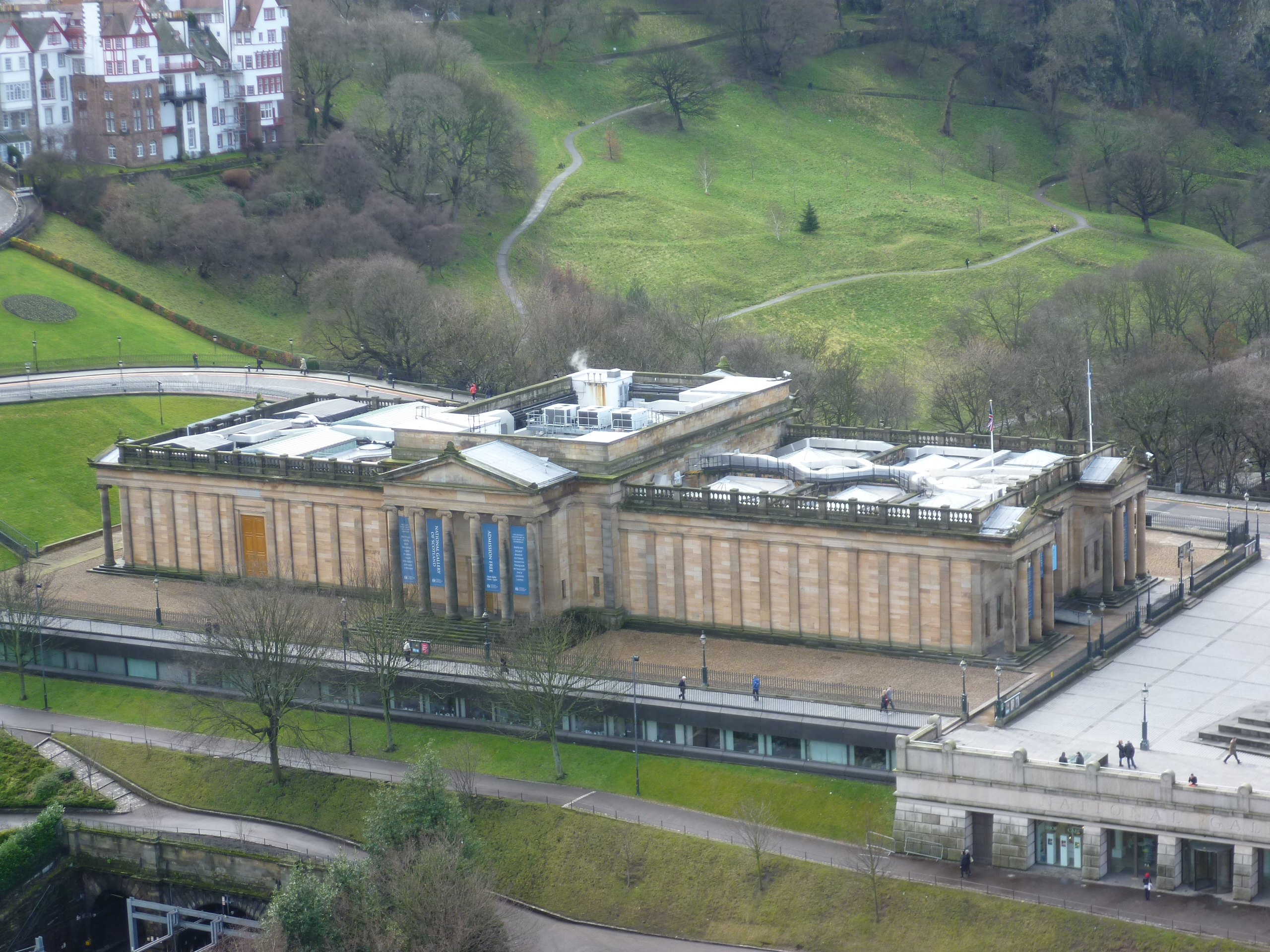
蘇格蘭國家畫廊，右邊是蘇格蘭皇家學會大樓

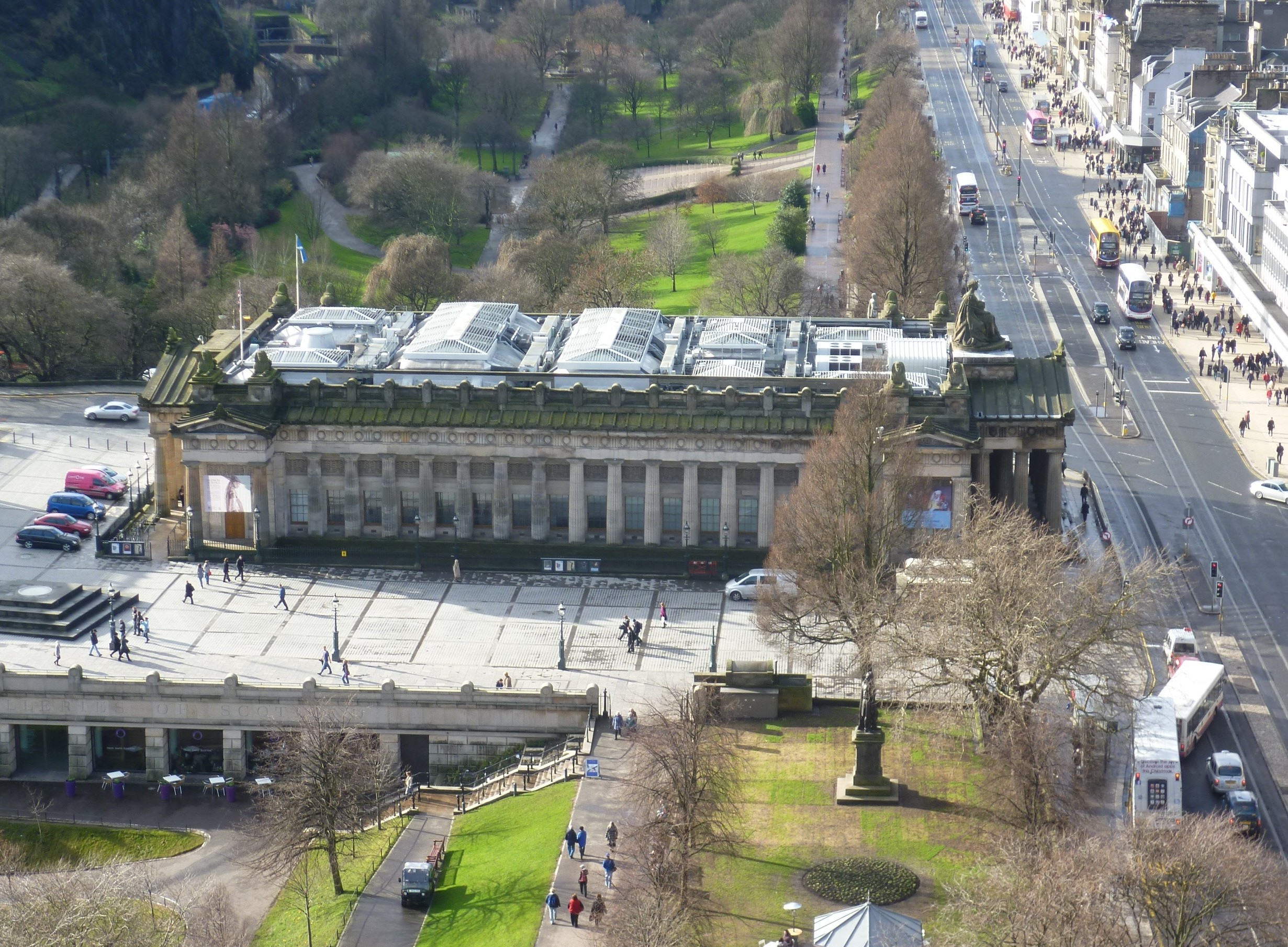
蘇格蘭皇家學會大樓，右邊是王子街

蘇格蘭國家畫廊（Scottish National Gallery）是蘇格蘭國立美術館之一。蘇格蘭國家畫廊位於愛丁堡中部的The Mound。其建築為新古典主義風格，由威廉·亨利·普萊費爾設計。首次對公眾開放是在1859年。蘇格蘭國家畫廊收藏了眾多蘇格蘭人美術家以及自文藝復興至20世紀初的外國藝術家的作品。

## 歷史
蘇格蘭國家博物館的歷史可以追溯到1819年成立的蘇格蘭皇家鼓勵美術學院（Royal Institution for the Encouragement of the Fine Arts in Scotland），此學院開始收購畫作，1828年在現址附近的“The Mound”建立學院大樓。該學院在1826年衍生出了蘇格蘭學院 （Scottish Academy），1838年時該學會改名蘇格蘭皇家學院。這個新機構也開始收購畫作，1835年在租用的鼓勵美術學院大樓內區域展出。
1840年蘇格蘭皇家學院決定建造自己的大樓， 威廉·亨利·普萊費厄（William Henry Playfair）受托負責設計。1850年8月30日，阿爾伯特親王為其奠基。 其建築一開始就和現在一樣分成兩翼，一邊是蘇格蘭皇家學院的展館，即現在靠近王子街的一棟建築，另一邊成為展出鼓勵美術學院展品的國家畫廊。
1970年畫廊新建了地下室，也用於展覽藏品。 21世紀初兩棟建築的地下室打通， 2004年8月连接地下室的新展館“Weston Link”開幕， 并附加上直接通往王子街公園的出口。

## 藏品
蘇格蘭國家畫廊收藏的是文藝復興早期到1900年代的世界各國畫作和1600-1900年的蘇格蘭畫作：

蘇格蘭國家畫廊所藏名畫
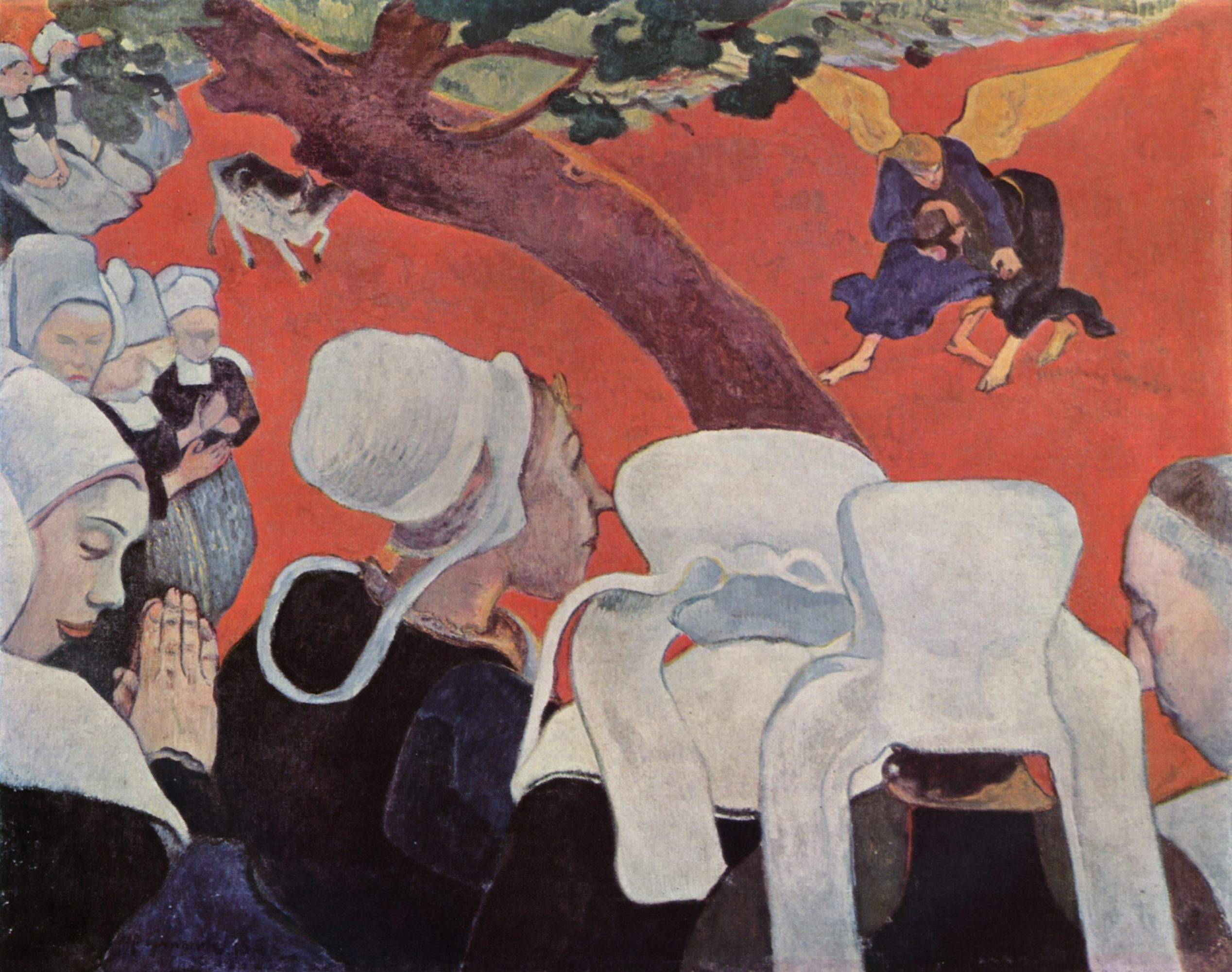
《佈道後的視覺》，保羅·高更
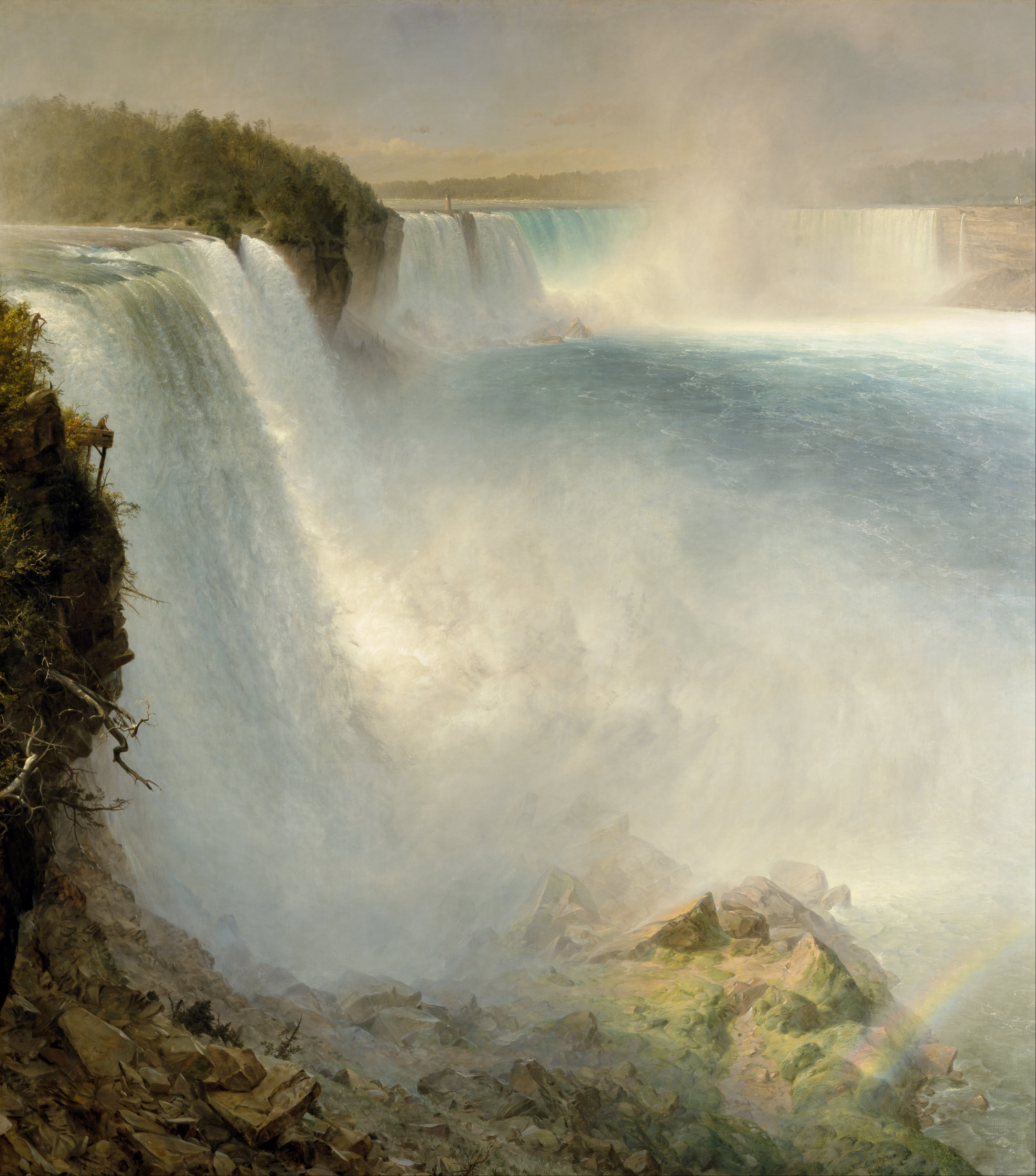
《尼亞加拉大瀑布》，弗雷德里克·埃德溫·丘奇
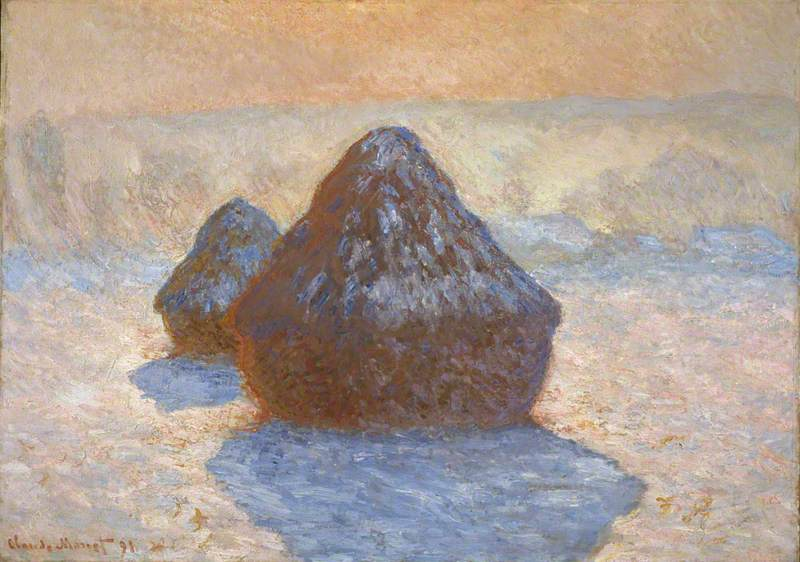
《乾草堆》，克洛德·莫奈
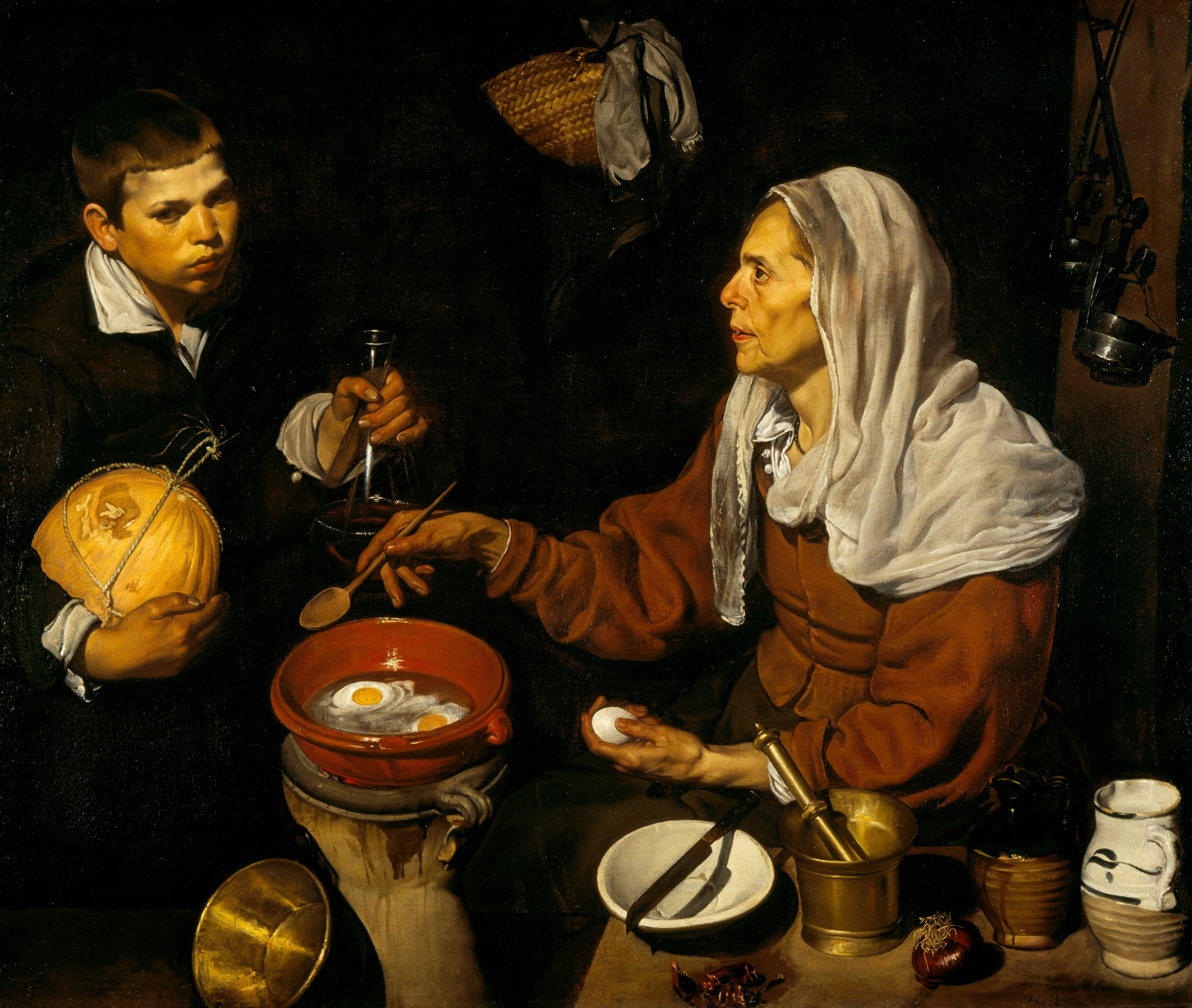
《女人和蛋》，委拉斯開茲
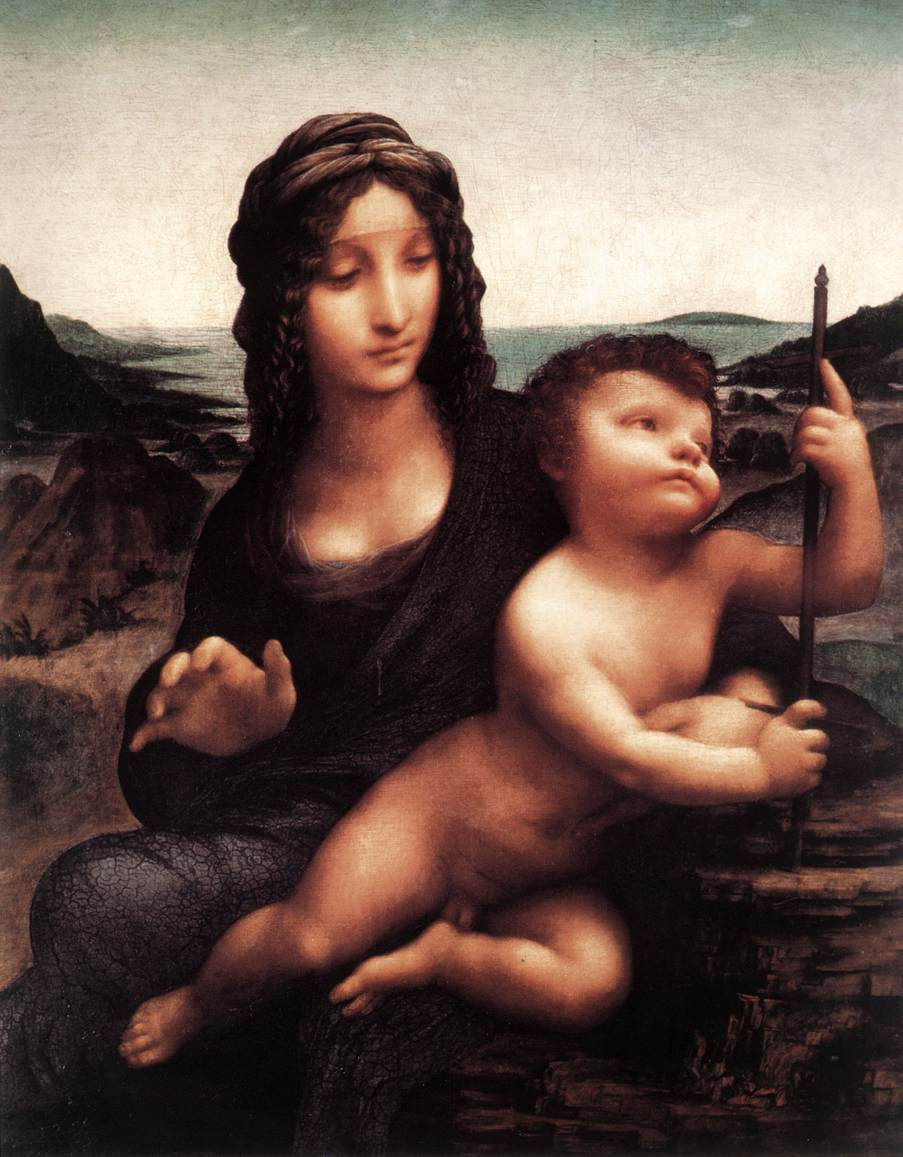
《聖母像》，達芬奇
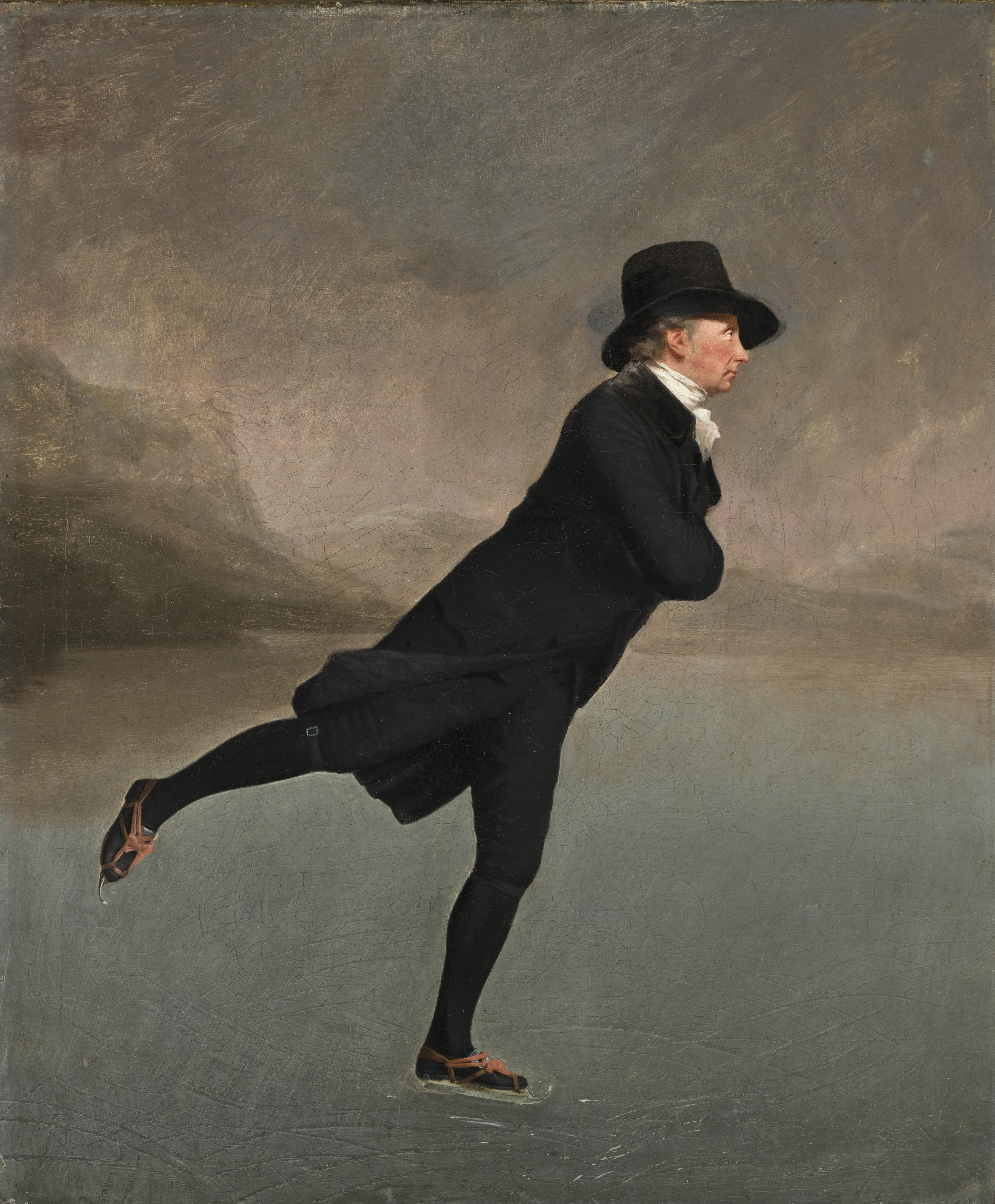
《滑冰的牧師》，亨利·雷伯恩
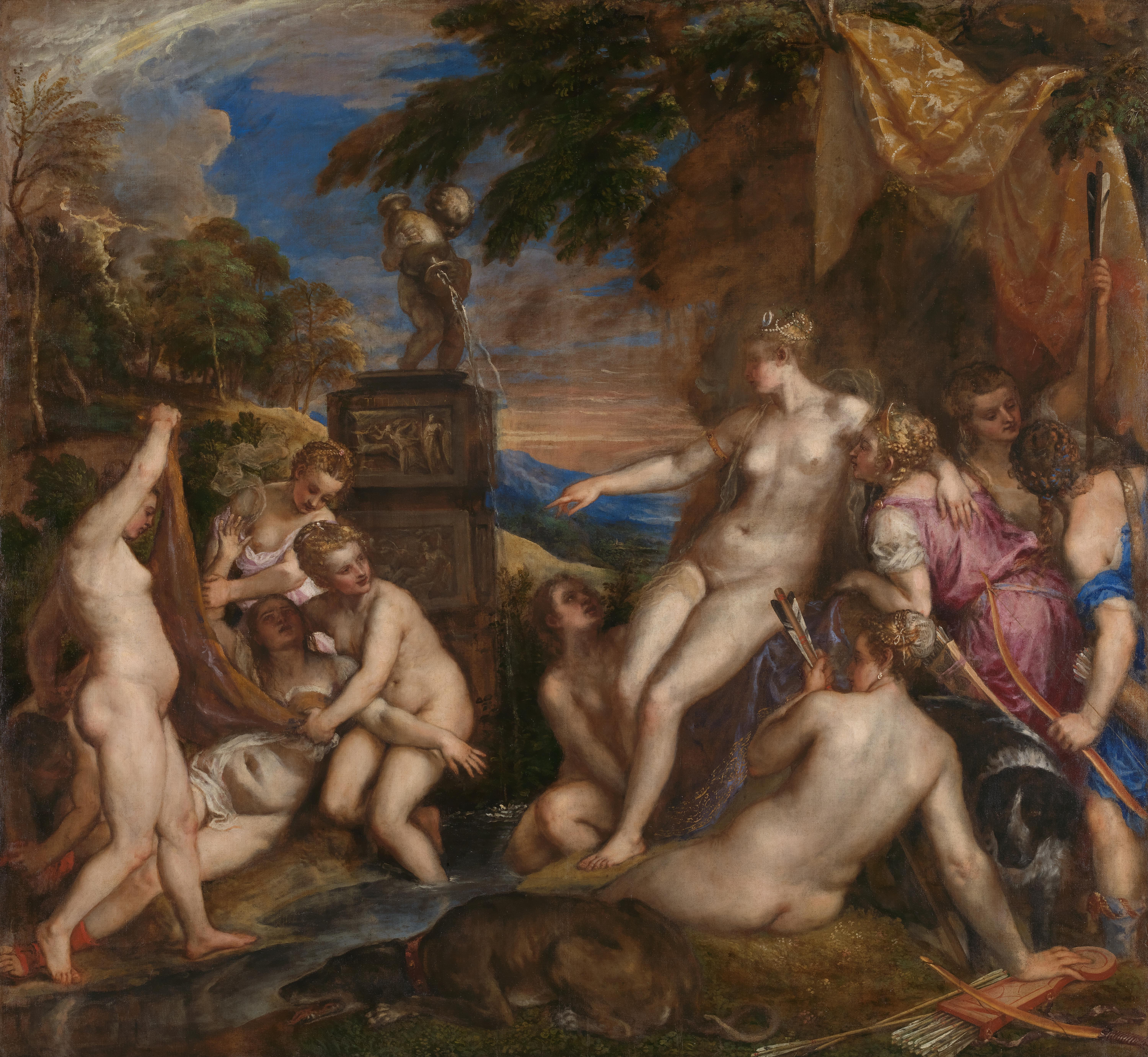
《戴安娜和卡利斯托》，提香
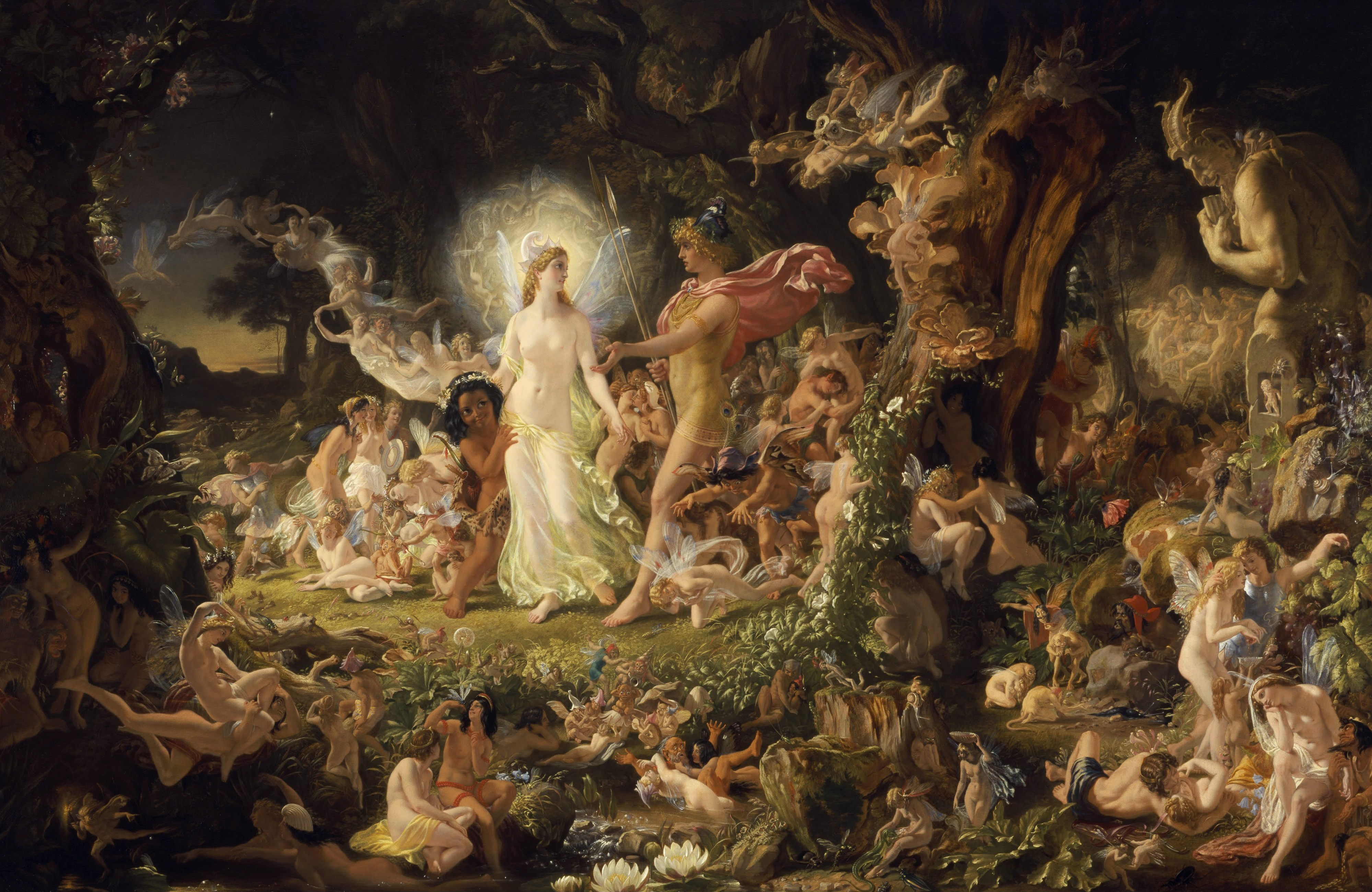
《奥布朗与提泰妮娅的爭執》，約瑟夫·諾埃爾·佩頓
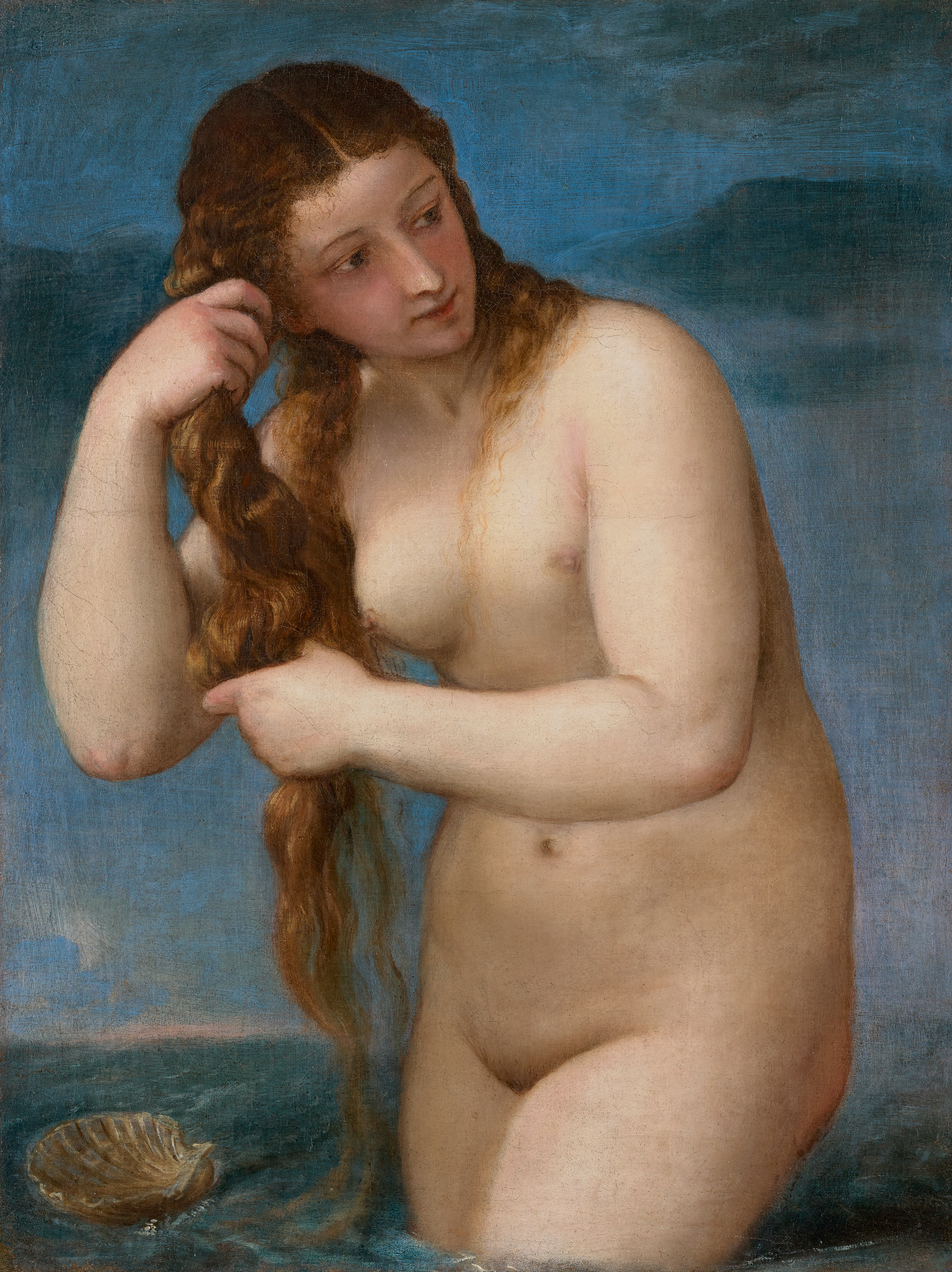
《維納斯從海上升起》，提香

## 外部連結
- NationalGalleries.org homepage（页面存档备份，存于）
- BBC News – Report on the completion of the Playfair Project （页面存档备份，存于）
- NationalGalleries.org （页面存档备份，存于）, collections